# Andromeda XIV
Andromeda XIV (And XIV) – karłowata galaktyka sferoidalna znajdująca się w konstelacji Ryb w odległości około 2,4 miliona lat świetlnych od Ziemi. Została odkryta w 2007 roku przez zespół astronomów kierowany przez Stevena R. Majewskiego. Galaktyka ta należy do Grupy Lokalnej i przypuszczalnie jest satelitą Galaktyki Andromedy. Jest oddalona o około 528 tys. lat świetlnych (162 kpc) od centrum Galaktyki Andromedy.